# Bahnstrecke Bangkok–Samut Prakan
| Streckenlänge: | 21 km               |                                       |                                       |
| Spurweite: | 1000 mm (Meterspur) |                                       |                                       |
| |                     |                                       |                                       |
| \| \| 0,0 \| Bahnhofsvorplatz Bangkok Hua Lamphong \| Bahnhofsvorplatz Bangkok Hua Lamphong \| \| \| \| Saphan Sawang \| \| \| \| \| Saphan Lueang \| \| \| \| \| Sam Yan \| \| \| \| \| Sathan Saowapha \| \| \| \| \| Sala Daeng \| \| \| \| \| Sathon Witthayu \| \| \| \| \| Anschlussgleis von der Ostbahn \| \| \| \| \| Talat Khlong Toei \| \| \| \| \| Khlong Toei \| \| \| \| \| Ban Kluai \| \| \| \| \| Kluai Nam Thai \| \| \| \| \| Khlong Prawet Burirom \| \| \| \| \| Phra Khanong \| \| \| \| \| Khlong Suan Oi \| \| \| \| \| \| \| \| \| \| Phra Khanong Witthayalai \| \| \| \| \| Bang Chak \| \| \| \| \| Ölraffinerie Bang Chak \| \| \| \| \| Bang Na \| \| \| \| \| Samrong \| \| \| \| \| Khlong Samrong \| \| \| \| \| Sisa Chorakhe \| \| \| \| \| Bang Nang Kreng \| \| \| \| \| Rongrian Chumphon Thahan Ruea \| \| \| \| \| Mahawong \| \| \| \| \| Nebenarm des Khlong Samrong \| \| \| \| \| Sala Klang \| \| \| \| 21,3 \| Paknam (Samut Prakan) \| Paknam (Samut Prakan) \| \| \| \| \| \| \| Quellen: [Anm. 1] \| \| \| \| |                     |                                       |                                       |
| Kopfbahnhof Streckenanfang (Strecke außer Betrieb) | 0,0                 | Bahnhofsvorplatz Bangkok Hua Lamphong | Bahnhofsvorplatz Bangkok Hua Lamphong |
| Bahnhof (Strecke außer Betrieb) |                     | Saphan Sawang                         | Saphan Sawang                         |
| Bahnhof (Strecke außer Betrieb) |                     | Saphan Lueang                         | Saphan Lueang                         |
| Bahnhof (Strecke außer Betrieb) |                     | Sam Yan                               | Sam Yan                               |
| Bahnhof (Strecke außer Betrieb) |                     | Sathan Saowapha                       | Sathan Saowapha                       |
| Bahnhof (Strecke außer Betrieb) |                     | Sala Daeng                            | Sala Daeng                            |
| Bahnhof (Strecke außer Betrieb) |                     | Sathon Witthayu                       | Sathon Witthayu                       |
| Strecke von links · Kreuzung (Strecke geradeaus außer Betrieb) · Strecke quer |                     | Anschlussgleis von der Ostbahn        | Anschlussgleis von der Ostbahn        |
| Strecke · Bahnhof (Strecke außer Betrieb) |                     | Talat Khlong Toei                     | Talat Khlong Toei                     |
| Strecke · Bahnhof (Strecke außer Betrieb) |                     | Khlong Toei                           | Khlong Toei                           |
| Strecke · Bahnhof (Strecke außer Betrieb) |                     | Ban Kluai                             | Ban Kluai                             |
| Strecke · Bahnhof (Strecke außer Betrieb) |                     | Kluai Nam Thai                        | Kluai Nam Thai                        |
| Brücke über Wasserlauf · Brücke über Wasserlauf (Strecke außer Betrieb) |                     | Khlong Prawet Burirom                 | Khlong Prawet Burirom                 |
| Strecke · Bahnhof (Strecke außer Betrieb) |                     | Phra Khanong                          | Phra Khanong                          |
| Strecke · Bahnhof (Strecke außer Betrieb) |                     | Khlong Suan Oi                        | Khlong Suan Oi                        |
| Strecke nach links · Kreuzung (Strecke geradeaus außer Betrieb) · Strecke von rechts |                     |                                       |                                       |
| Bahnhof (Strecke außer Betrieb) · Strecke |                     | Phra Khanong Witthayalai              | Phra Khanong Witthayalai              |
| Bahnhof (Strecke außer Betrieb) · Strecke |                     | Bang Chak                             | Bang Chak                             |
| Strecke (außer Betrieb) · Betriebs-/Güterbahnhof Streckenende |                     | Ölraffinerie Bang Chak                | Ölraffinerie Bang Chak                |
| Bahnhof (Strecke außer Betrieb) |                     | Bang Na                               | Bang Na                               |
| Bahnhof (Strecke außer Betrieb) |                     | Samrong                               | Samrong                               |
| Brücke über Wasserlauf (Strecke außer Betrieb) |                     | Khlong Samrong                        | Khlong Samrong                        |
| Bahnhof (Strecke außer Betrieb) |                     | Sisa Chorakhe                         | Sisa Chorakhe                         |
| Bahnhof (Strecke außer Betrieb) |                     | Bang Nang Kreng                       | Bang Nang Kreng                       |
| Bahnhof (Strecke außer Betrieb) |                     | Rongrian Chumphon Thahan Ruea         | Rongrian Chumphon Thahan Ruea         |
| Bahnhof (Strecke außer Betrieb) |                     | Mahawong                              | Mahawong                              |
| Brücke über Wasserlauf (Strecke außer Betrieb) |                     | Nebenarm des Khlong Samrong           | Nebenarm des Khlong Samrong           |
| Bahnhof (Strecke außer Betrieb) |                     | Sala Klang                            | Sala Klang                            |
| Kopfbahnhof Streckenende (Strecke außer Betrieb) | 21,3                | Paknam (Samut Prakan)                 | Paknam (Samut Prakan)                 |
| |                     |                                       |                                       |
| Quellen: |                     |                                       |                                       |

Die Bahnstrecke Bangkok–Samut Prakan war die erste Eisenbahnstrecke, die in Thailand in Betrieb genommen wurde. Sie wurde am 11. April 1893 eröffnet und zum 1. Januar 1960 stillgelegt.

## Geschichte
In den 1880er Jahren erteilte die siamesische Regierung verschiedenen privaten Konsortien Konzessionen für den Bau von Eisenbahnen. Diese Konsortien erwiesen sich aber in der Mehrzahl als spekulative Unternehmen, die nie auch nur bis zum Baubeginn der ihnen konzessionierten Strecke kamen. Letztendlich ging die erste betriebsfähige Eisenbahn Thailands von Bangkok nach Samut Prakan (Paknam) aber gleichwohl aus einer solchen „privat“ finanzierten Initiative hervor. Dies gelang aber erst nach einigen Schwierigkeiten: Zunächst erteilte die Regierung am 13. September 1886 einer Gesellschaft die Konzession auf 50 Jahre, die Alfred John Loftus (1836–1899), ein britischer Kolonialbeamter, und der dänische Marineoffizier Andreas du Plessis de Richelieu (Phraya Chonlayutthayothin / thailändisch พระยาชลยุทธโยธินทร์) (* 24. Februar 1852; † 25. März 1932), später Oberkommandierender der thailändischen Seestreitkräfte, gegründet hatten. Auch diese Gesellschaft hatte Schwierigkeiten, ausreichend Kapital zusammenzubringen, um mit dem Bau der Strecke beginnen zu können. Am 3. November 1888 plädierte daraufhin der Herausgeber der Bangkok Times dafür, dass der Staat die Eisenbahnstrecke errichten solle. Weiterhin geschah nichts, allerdings erneuerte der Staat die Konzession 1889 – wieder geschah nichts, weiterhin fehlten ausreichende Mittel. Um die Angelegenheit voranzubringen, steuerte König Chulalongkorn der Große (Rama V.) 1891 selbst die Hälfte des erforderlichen Kapitals bei. Das führte nun sehr schnell zum Baubeginn. Der König selbst nahm am 16. Juli 1891 den ersten Spatenstich vor. Die Strecke wurde eingleisig in Meterspur errichtet. Der König ließ es sich nicht nehmen, sie am 11. April 1893 persönlich zu eröffnen.
Die Fahrzeit betrug damals weniger als eine Stunde. Überwiegend bediente die Strecke einen lebhaften Personenverkehr, während der Güterverkehr gering blieb: Für Frachten lohnte sich der Aufwand des Umladens vom Schiff auf die Bahn im Vergleich zur Zeitersparnis eines Transportes auf dem Fluss kaum. 1926 wurde die Strecke elektrifiziert. Als 1936 die Konzession auslief, übernahm der Staat die Strecke gegen eine Ausgleichszahlung von 350.000 Baht und gliederte sie der Royal State Railways (RST) ein. Zum 1. Januar 1960 wurde der Betrieb eingestellt, die baulichen Anlagen im Laufe der Jahre vollständig beseitigt. Eine der originalen Dampflokomotiven, später an die Zuckerraffinerie von Wang Kaphi verkauft, soll dort erhalten sein.

## Streckenverlauf
Die Bahnstrecke begann in Bangkok am Platz Hua Lamphong, dem heutigen Bahnhofsvorplatz des Hauptbahnhofs von Bangkok. Sie verlief von dort nach Osten und setzte sich in einem weiten Bogen nach Süden fort. Damit umfuhr sie einige weit ausholende Flussschleifen des Chao Phraya an dessen Ostufer und dessen Mündung in den Golf von Thailand sie in Samut Prakan endete.